# The City (Vangelis)
The City è il tredicesimo album in studio del musicista greco Vangelis, pubblicato nel 1990 per la East West Records per il mercato europeo e per Atlantic Records per quello americano.

## Descrizione
L'album, ventisettesima pubblicazione discografica ufficiale, fu prodotto interamente in una stanza di un albergo a Roma, dove Vangelis si trovava per seguire le riprese del film Luna di fiele di Roman Polański, di cui avrebbe poi dovuto comporre la colonna sonora. The City può essere considerato per molti aspetti un concept album, la cui musica si articola sul concetto della vita urbana e dell'atmosfera delle grandi città.
Nel disco si possono ritrovare vari stili diversi tra loro, tra cui jazz (Morning Papers), rock (Nerve Centre) e new Age (Good To See You, Twilight). La musica è interamente eseguita con sintetizzatori, usati in alcuni casi con suoni di strumenti acustici preimpostati di fabbrica (tromba in Dawn, chitarra in Nerve Centre e violoncello nella conclusiva Procession).
Benché questo fosse il primo album dopo Direct (1988), in esso non vi è traccia della preannunciata serie di album (accomunati per stile di composizione e musica) di cui Direct avrebbe dovuto essere il primo esponente (questo stile si ritroverà solo in Page of Live con Jon Anderson). Diviene comunque difficile collegare quest'album ad i precedenti o successivi lavori, per via dell'enorme varietà di stili in esso presenti.
Dopo aver registrato quest'album, Vangelis compose la colonna sonora per Luna di fiele; questa però non venne mai pubblicata in un album.

## Tracce
1. Dawn – 4:16
2. Morning Papers – 3:55
3. Nerve Centre – 5:30
4. Side Streets – 4:12
5. Good to See You – 6:51
6. Twilight – 4:57
7. Red Lights – 3:55
8. Procession – 9:33

## Formazione
- Vangelis - tutti gli strumenti